# Cacahuatlán, Puebla
Cacahuatlán är en ort i Mexiko.   Den ligger i kommunen Zihuateutla och delstaten Puebla, i den sydöstra delen av landet, 160 km nordost om huvudstaden Mexico City. Cacahuatlán ligger 433 meter över havet och antalet invånare är 247.
Terrängen runt Cacahuatlán är huvudsakligen lite bergig. Cacahuatlán ligger nere i en dal. Runt Cacahuatlán är det ganska tätbefolkat, med 149 invånare per kvadratkilometer. Närmaste större samhälle är Xicotepec de Juárez, 9,9 km väster om Cacahuatlán. I omgivningarna runt Cacahuatlán växer i huvudsak städsegrön lövskog.